# Hoplocorypha rapax
Hoplocorypha rapax es una especie de mantis de la familia Thespidae.

## Distribución geográfica
No hay datos que confirmen haberlo visto fuera de Camerún, Kenia, Tanzania y  Somalia.